# Шенгенска зона
Шенгенска зона, такође позната као Шенген зона или Шенген[ски] простор (енгл. Schengen Area; IPA:  или ), подручје је које чини 29 европских земаља које су званично укинуле пасоше и све друге врсте граничне контроле на својим међусобним границама. Зона углавном функционише као једна земља што се тиче намена међународних путовања, уз заједничку визну политику. Добила је назив по Шенгенском споразуму. Државе у Шенгенској зони су ојачале пограничне контроле са нешенгенским земљама.
Двадесет пет од двадесет седам земаља чланица Европске уније (ЕУ) учествује у Шенгенској зони. Кипар је правно приморан да се прикључи Шенгену, док Република Ирска користи право на одустајање (енгл. opt-outs). Четири земље чланице Европске асоцијације за слободну трговину (EFTA) — Исланд, Лихтенштајн, Норвешка и Швајцарска — нису чланице ЕУ али су потписале споразуме везано за Шенгенски договор. Три европске микродржаве — Ватикан, Монако и Сан Марино — могу да се сматрају дефакто придруженима.
Шенгенска зона има популацију од преко 450 милиона људи и површину од 4.595.131 km2 (1.774.190 sq mi). Око 1,7 милиона људи свакодневно путује на посао преко европских граница, а у неким регионима ови људи чине и до трећину радне снаге. Сваке године буде свеукупно 1,3 милијарди прелазака граница Шенгена. Око 57 милиона прелазака је ради транспорта добара цестовним путем, а у вредности од 2,8 билиона евра сваке године. Пад у трошковима трговине због Шенгена варира између 0,42% и 1,59% у зависности од географије, трговинских партнера и других фактора. Земље ван Шенгенске зоне такође су на добитку.
Као резултат мигрантске кризе која је почетком 2017. и даље била у току, Аустрија, Данска, Немачка, Норвешка и Шведска су привремено увеле контроле на неким или свим граничним прелазима својих граница с другим шенгенским земљама. После париских напада од новембра 2015. и уследелих напада у Француској, Француска је прогласила ванредно стање — које је укључивало и мере контроле граница с другим земљама Шенгена. Усвојене граничне контроле почев од септембра 2015. довеле су до пада у количини трговине од процењених 70 милијарди евра годишње. Ове земље теже ка укидању својих привремених рестрикција што је пре могуће и поновном отварању граница за друге земље чланице Шенген зоне.